# Angelo Paoli
Beato Angelo Paoli, al secolo Francesco (Argigliano, 1º settembre 1642 – Roma, 20 gennaio 1720), è stato un religioso italiano, frate dell'Ordine dei Carmelitani.

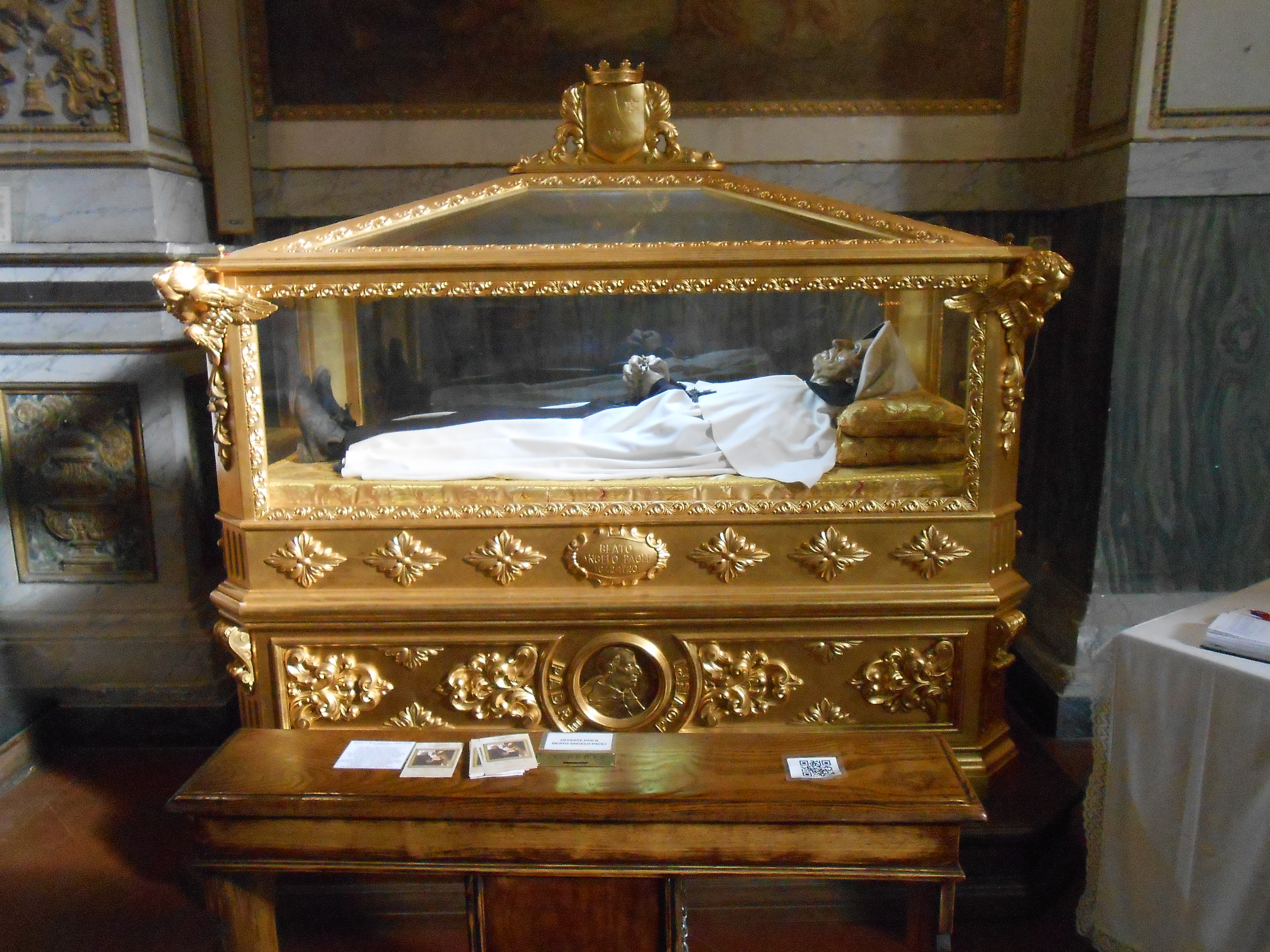
Resti di Angelo Paoli nella basilica dei Santi Silvestro e Martino ai Monti

Si dedicò senza riserve ai poveri, agli ammalati e ai carcerati assistendoli in ogni modo anche con iniziative nuove ed originali. Proprio per la sua infinita bontà nei confronti dei più deboli è ricordato e conosciuto con l'appellativo Padre dei poveri.
Papa Giovanni Paolo II, nel messaggio inviato ai fratelli della Beata Vergine del Monte Carmelo, in occasione del VII centenario dell'assegnazione della Basilica dei Santi Silvestro e Martino ai Monti ai Padri Carmelitani, lo ha definito fondatore ante litteram della Caritas:
(Papa Giovanni Paolo II)
Padre Angelo lascia una testimonianza preziosa, messaggio attuale di solidarietà, di fratellanza vera e di amore senza confini. Ai ricchi era solito dire “dovete aiutare i poveri”, ai poveri “non dovete odiare i ricchi”.
La sua sepoltura, ancora oggi molto venerata, è nella basilica dei Santi Silvestro e Martino ai Monti di Roma.

## Biografia
Nacque ad Argigliano di Casola in Lunigiana il 1º settembre 1642, da Angiolo (+1699) e Santa Morelli (1612-1654), primogenito di tre fratelli e tre sorelle. Venne battezzato nella locale chiesa parrocchiale con il nome di Francesco. Perse presto la mamma all'età di dodici anni.
Insieme al fratello più piccolo Tommaso frequentò un corso di Grammatica presieduto da Don Morelli, Vicario parrocchiale di Minucciano, fratello della madre.
A diciotto anni non ancora compiuti, tra fine marzo e inizio aprile del 1660, si presentò a Mons. Prospero Spinola, Vescovo della diocesi di Luni e Sarzana, alla quale apparteneva la Parrocchia di Argigliano, il quale gli conferisce gli Ordini Minori.
Lo stesso anno, il 27 novembre 1660, Francesco e Tommaso bussarono alla porta del convento dei Padri Carmelitani di Cerignano, frazione di Fivizzano, per essere accolti come religiosi. Date le ottime referenze furono ammessi senza difficoltà e dopo pochi giorni inviati a Siena per la vestizione e per l'anno di noviziato.
A Francesco, secondo l'usanza del tempo, fu modificato il nome in Angelo.
Nel dicembre 1661, terminato il noviziato, partì per il Carmine di Pisa per iniziare gli studi filosofici della durata di cinque anni.
Suddiacono il 20 dicembre 1665 e diacono il 19 dicembre 1666, fu trasferito al Carmine di Firenze per il corso teologico.
Il 7 gennaio 1667, festa di Sant'Andrea Corsini, cantò la prima Messa solenne.
Padre Angelo rimase a Firenze per circa sette anni distinguendosi per la profonda pietà, lo zelo e l'amore verso i più deboli e anche per le penitenze e le volontarie privazioni.
Nell'agosto del 1674 fu mandato dai Superiori, per motivi di salute, in famiglia ad Argigliano, ma Padre Angelo, invece, si ritirò sulle montagne che sovrastano il paese natale, conducendo vita eremitica e praticando penitenza in mezzo ai pastori. Ogni mattina, all'alba, saliva al Santuario di San Pellegrino in Alpe per celebrare la Santa Messa.
Nel settembre 1674 partì per Pistoia per proseguire nelle cure e nel periodo di riposo. Ma anche qui nonostante lo stato di salute precario si adoperò a favore dei poveri e degli ammalati del locale ospedale.
Fu richiamato a Firenze per ricoprire il delicato incarico di Maestro dei novizi.
Poi parroco a Corniola di Empoli, di nuovo a Siena, a Montecatini, dove insegnò Grammatica, di nuovo a Pisa per un breve periodo ed infine il ritorno alla Casa madre, il Convento di Cerignano sopra Fivizzano, nell'agosto 1683, con il compito di lettore, organista e sacrista.
A Cerignano lasciò il suo giaciglio ad un povero legnaiolo, il falegname del convento, mentre lui si ritirò in una grotta a pregare e meditare. A Fivizzano, come lasciò scritto un suo commilitone, Padre Angelo "tempestò il territorio di croci", testimonianza di devozione che continuò anche a Roma piantando per primo le croci al Colosseo da cui è poi derivata il rito della Via Crucis del Papa al monumento romano.
Il 12 maggio 1687 fu chiamato a Roma con l'incarico di Maestro dei novizi presso il Convento dei Santi Silvestro e Martino ai Monti, anche se il vero motivo sembra sia stato quello di riportare i confratelli all'osservanza della Regola.
Pur non venendo meno ai suoi molti impegni religiosi e di educatore dei giovani, riùscì ad ottenere dai Superiori il permesso di dedicarsi ai poveri e agli ammalati del vicino Ospedale di San Giovanni.
Riuscì a sfamare trecento poveri al giorno che si assiepavano ogni mattina davanti al convento. Non tralasciò la visita quotidiana agli ammalati dell'Ospedale San Giovanni per assistenza e conforto. Fondò un convalescenziario per gli ammalati stessi che venivano dimessi ma non ancora completamente guariti. Inoltre visitò e portò conforto sovente ai carcerati.
Morì a Roma all'età di settantotto anni, il 20 gennaio 1720.
La notizia della morte di Padre Angelo si diffuse in un battibaleno per tutta Roma. La gente accorse numerosa per vederlo e venerarne le spoglie che furono portate in processione.
E si sentiva in ogni luogo il rimpianto della gente: “è morto il Padre Santo, è morto il Padre dei Poveri. Padre Angelo, pregate per noi”.